# Rue Émile-Borel
Pour les articles homonymes, voir Émile Borel et Borel.
La rue Émile-Borel est une voie du 17e arrondissement de Paris, en France.

## Situation et accès
La rue Émile-Borel est une voie publique située dans le 17e arrondissement de Paris. Elle débute au 6, place Arnault-Tzanck et se termine au 16 rue Hélène-et-François-Missoffe au niveau de la place Pouchet.
Elle est desservie à quelque distance par la ligne 13 à la station Porte de Saint-Ouen et par la ligne de tramway T3b, station Épinettes-Pouchet.

## Origine du nom

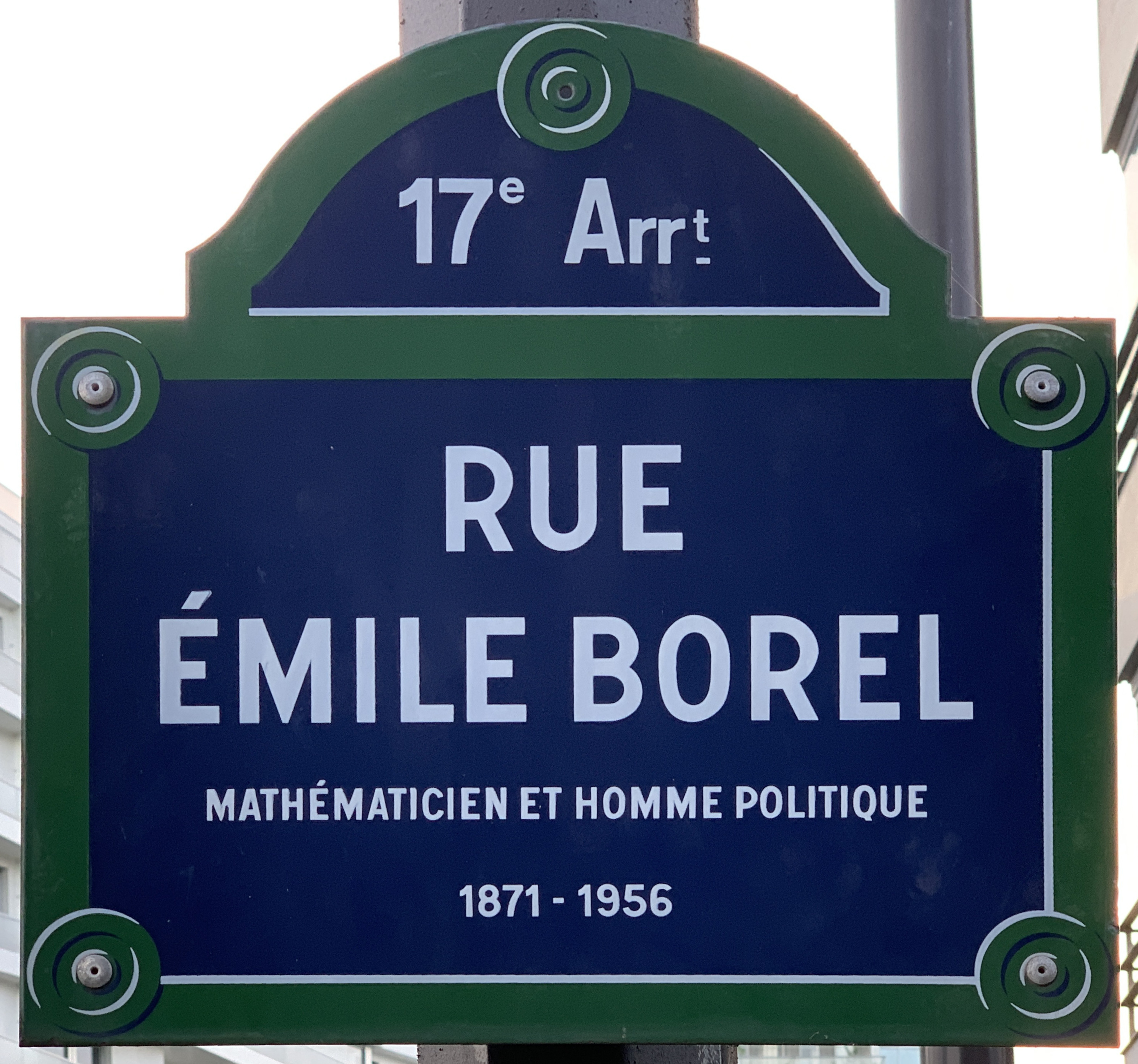
Plaque de la rue.

Elle porte le nom du mathématicien, homme politique, député et ministre Émile Borel (1871-1956).

## Historique
Provisoirement dénommée « voie B/17 », elle reçoit par un arrêté du 21 septembre 1961 le nom de « rue Émile-Borel ».
Elle est requalifiée en 2016 dans le cadre du réaménagement de la ZAC Porte Pouchet.